# Pickelhaube

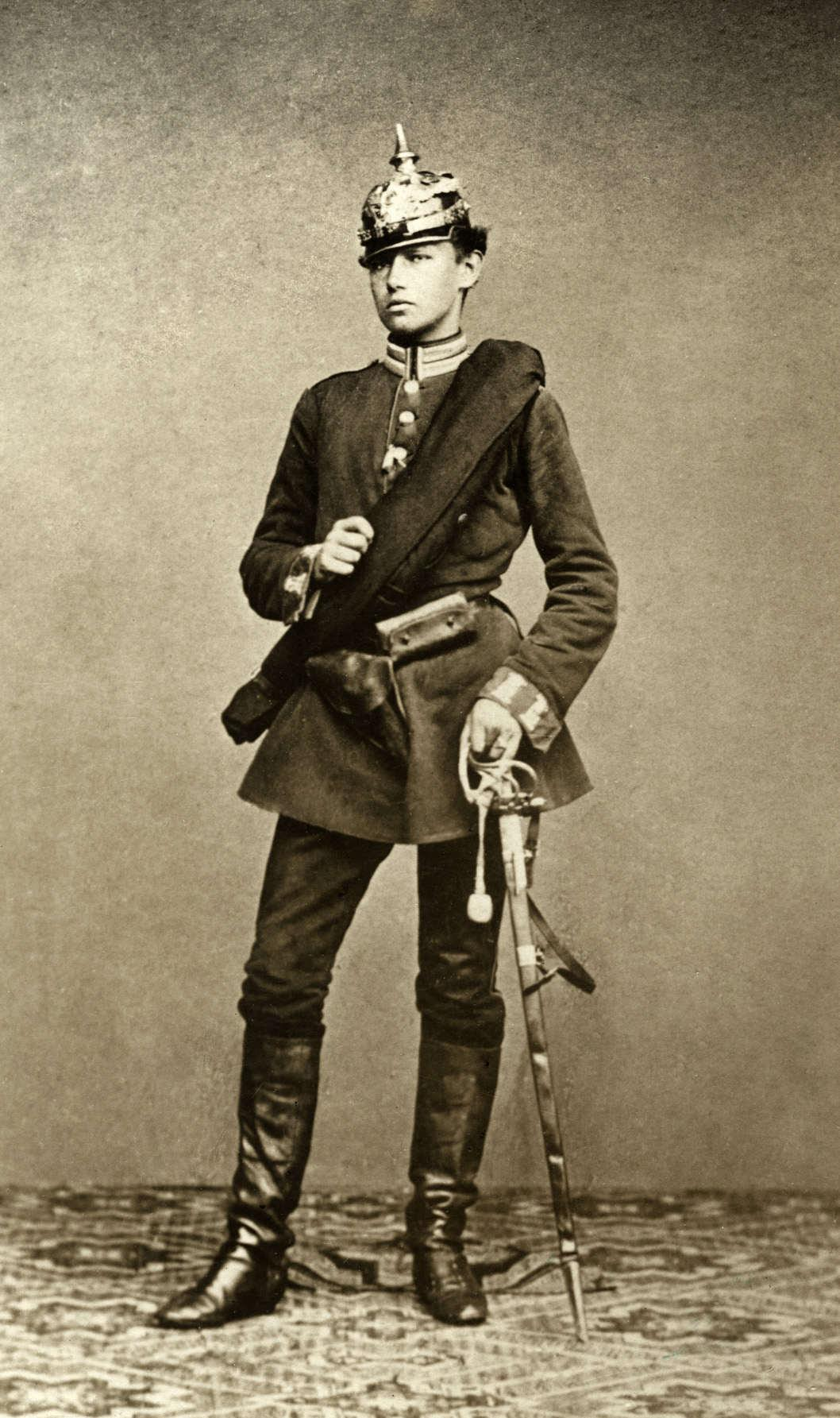
Paul von Hindenburg, als Leutnant des 3. Garde-Regiments zu Fuß, mit flacher Helmglocke, 1866

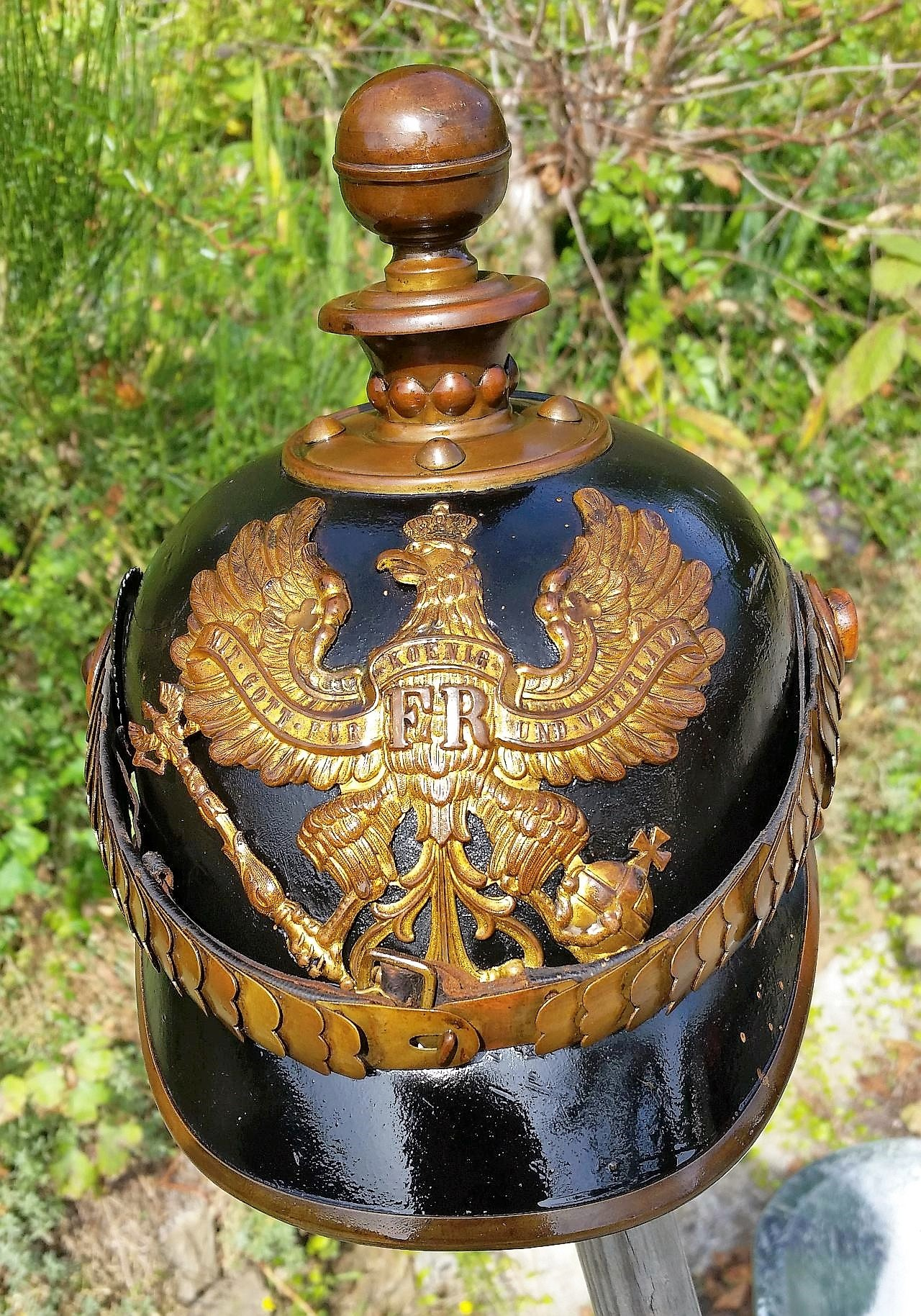
Späteres Modell der preußischen Artillerie, mit Kugelspitze als Helmaufsatz

Die sogenannte Pickelhaube (amtlich: „Helm mit Spitze“, in Österreich Spitzhelm) war eine zunächst rein militärische, dann auch polizeiliche Kopfbedeckung, die, mit markanter „Spitze“, erstmals 1842 in der preußischen Armee eingesetzt und später auch von anderen Staaten übernommen wurde. Für repräsentative Zwecke wird sie heute noch – z. B. in Schweden, Chile oder Kolumbien – genutzt.
Die in der Regel metallische Spitze sollte Säbelhiebe auf den Kopf bzw. auf den meist ledernen Helm seitlich ablenken und bot daher eine deutlich bessere Schutzwirkung als Tschakos oder andere Gefechts-Kopfbedeckungen.

## Etymologie
„Haube“ war schon im Mittelalter ein anderes Wort für eine umschließende Kopfbedeckung, auch für militärische Helme, wie bei der Sturmhaube und der Beckenhaube aus Blech. Letztere war – nach einigen Lautverschiebungen in manchen Teilen des deutschen Sprachraums – schon „Beckelhube“, „Beckenhaube“, „Blechhaube“, „Bickelhaube“ bzw. „Pickelhaube“ genannt worden. Helmtyp und Name dieser mittelalterlichen Beckenhaube verschwanden aber nach 1450 ganz. Das Wort Pickelhaube wird auch im Deutschen Wörterbuch der Brüder Grimm in Bezug auf einen beckenförmigen Helm (ohne „Spitze“), der schon im Mittelalter bekannt war, erklärt. Der von den Preußen 1843 neu eingeführte Helm wurde von Journalisten bereits 1841, nachdem sie einige Versuchshelme begutachten konnten, mit diesen beckenförmigen Helmen verglichen und damit der volkstümliche Name „Pickelhaube“ geprägt. In einem Artikel der Allgemeinen Militär-Zeitung vom 22. Juli 1841 heißt es: „Sie sind den Pickelhauben aus den Ritterzeiten ähnlich.“; und weiter: „Eigenthümlich ist diesen neuen Helmen bei der Form derer des Mittelalters, daß sie oben auf der Mitte eine kegelförmige Spitze haben…“
Im amtlichen Sprachgebrauch kam der Begriff „Pickelhaube“ jedoch niemals vor, und auch in seriösen Publikationen (z. B. in Herstellerkatalogen) wurde meist nur vom „Helm“ bzw. vom „Helm mit Spitze“ oder „Lederhelm“ gesprochen. Der preußische Helm mit Spitze erlangte in den Staaten im deutschen Sprachraum jedoch gerade unter seiner volkstümlichen Bezeichnung „Pickelhaube“ rasch größere Bekanntheit, insbesondere nach der Reichsgründung 1871. Dort wurde die Pickelhaube bald als typisch preußisch-deutsche Kopfbedeckung und oft spöttisch als Sinnbild des preußischen bzw. deutschen Militarismus betrachtet.

## Der preußische „Helm mit Spitze“

### Verwendung beim deutschen Militär

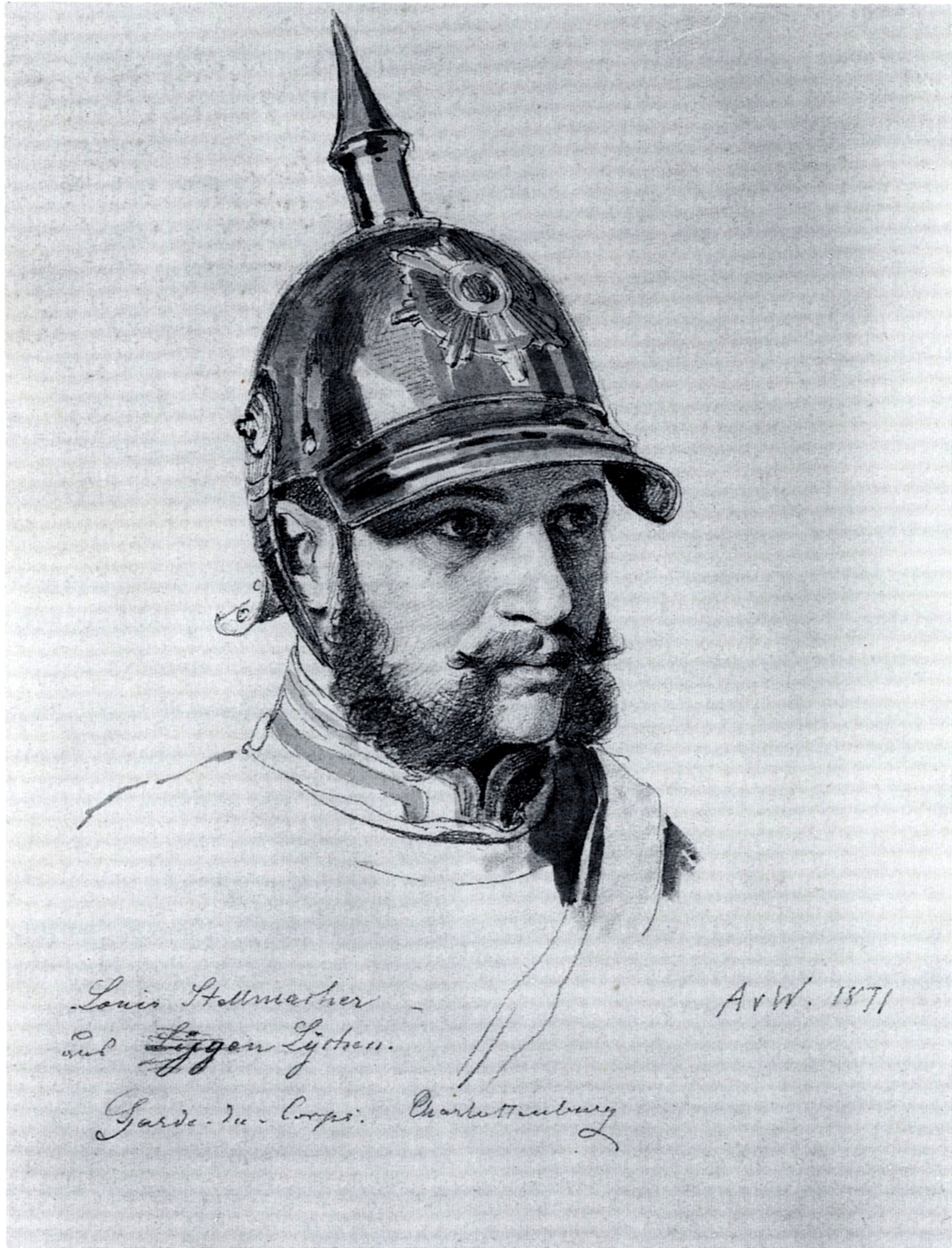
Helm der preußischen Gardes du Corps (Zeichnung von Anton von Werner, 1871)

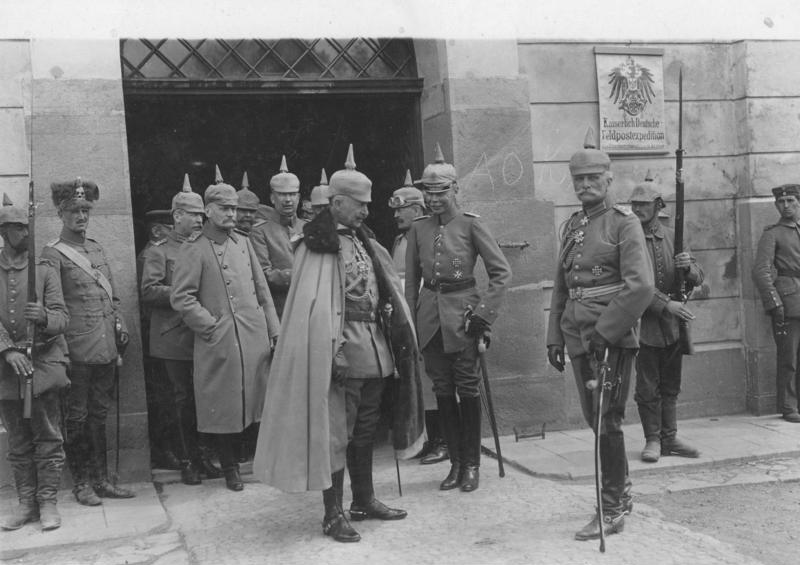
Kaiser Wilhelm II. beim Oberkommando der 11. Armee, 1915

1842 wurde unter König Friedrich Wilhelm IV. von Preußen für die preußische Armee (mit Ausnahme der Jäger, Schützen, Husaren und Ulanen) ein neuer Helm verordnet, der dann 1843 auch für Kürassiere eingeführt wurde. Der nach historischen Vorbildern von Friedrich von Preußen mit der Metallwarenfabrik Wilhelm Jaeger in Elberfeld (heute Wuppertal) 1841 entwickelte Prototyp für Kürassiere war aus Stahl gefertigt und hatte einen Augen- und Nackenschirm. Da dieser Helm für Fußtruppen zu schwer war, entwickelte der Unternehmer Christian Harkort, ein jüngerer Bruder von Friedrich Harkort, in seiner Lederwarenfabrik in Haspe einen Helm aus gepresstem Büffelleder mit Metallbeschlägen. Harkort erhielt im November 1842 den ersten Auftrag zur Ausrüstung von preußischen Truppenteilen mit diesem Lederhelm.
Charakteristisch war die stählerne Metallspitze; sie sollte Hiebe mit Säbeln oder ähnlichen Blankwaffen seitlich ablenken. Bei einigen Regimentern, insbesondere bei der Garde, wurde zur Paradeuniform die Spitze durch einen Haarbusch ersetzt. Bei der Artillerie ersetzte 1844 eine Spitze mit Kugel die bisher nach allgemeinem Muster getragene Spitze. Zum einen galt die Kugel als Symbol der Artillerietruppen, zum anderen minderte sich so das Risiko, dass sich die Artilleristen beim Hantieren mit Geschütz und Material gegenseitig unabsichtlich verletzten.
Die Kürassiere trugen eine Ausführung mit stählerner Helmglocke und tief nach unten gezogenem Nackenschirm. Bei der Garde du Corps, der Leibgendarmerie und den Gardekürassieren wurde zur großen Uniform statt der Spitze eine metallene Adlerskulptur getragen. Der metallene Helmtyp wurde später auch von den Teilen der Jäger zu Pferde (Regimenter Nr. 1 bis 7, 8 bis 13 trugen Lederhelme) übernommen, bestand jedoch aus Tombak. Die beiden sächsischen schweren Kavallerie-Regimenter trugen ab 1875 den Kürassierhelm in Gelbmetall mit weißem Haarbusch zur großen Uniform, ab 1910 beim 1. Regiment zur großen Uniform mit einer Löwenskulptur anstelle der Spitze.
Neben Tierfiguren, Kugeln und Helmbüschen trugen die Ulanen als leichte Kavalleriegattung einen trapezförmigen Aufsatz auf dem Helm, der nach der polnischen Herkunft als Tschapka bezeichnet wird. Eine kleine metallene Spitze findet sich bereits bei preußischen Infanteriemützen als Verzierung im 18. Jahrhundert.
Ob die moderne Pickelhaube wirklich in Preußen erfunden wurde, ist nicht sicher. Der Legende nach sah Friedrich Wilhelm IV. 1842 bei einem Besuch in Russland auf dem Schreibtisch des Zaren das Vorserienmodell einer russischen Pickelhaube und war davon so begeistert, dass er diese Helmform sofort in Preußen einführte, während Russland erst 1846 folgte. Angeblich wurden aber auch schon vor 1842 bei einer bayerischen Feuerwehr Helme dieses Typs getragen. Hier hat der längs über den Helm befestigte, nach oben stehende, keilförmige Aufsatz (heute: Kamm) die Funktion des Prallschutzes gegen herabfallende Trümmer.
Von Preußen ausgehend verdrängte diese Helmform nach und nach bei allen deutschen Staaten andere Helmtypen und den bis dahin üblichen Tschako. In Preußen verlor der Infanteriehelm in mehreren Etappen (1857, 1860, 1867, 1871) deutlich an Volumen, bis er schließlich die
bekannte, charakteristische Form annahm. Dabei geriet die Helmglocke zunehmend flacher, Nacken- und Augenschirm wurden kleiner und runder.
Nach der Reichseinigung 1871 wurde der preußische Infanteriehelm sukzessive von allen deutschen Bundesstaaten übernommen. Als letzte folgten 1886 das Herzogtum Braunschweig und das Königreich Bayern, nachdem ihre anti-preußisch eingestellten Herrscher, Wilhelm von Braunschweig († 1884) und Ludwig II. von Bayern († 1886), kurz hintereinander verstorben waren. Mit Abschluss der preußisch-braunschweigischen Militärkonvention vom 9./18. März 1886 übernahm die braunschweigische Infanterie den preußischen Helm, und bis 1892 auch preußische Uniformen. In Bayern verordnete am 11. September 1886 Prinzregent Luitpold seinem Heer das Ablegen des Raupenhelms; die hellblaue Farbe der Uniformen aber blieb. Bemerkenswerterweise erhielt auch die bayerische Artillerie den Helm mit Spitze, statt des Kugelaufsatzes, wie bei der Artillerie der übrigen Kontingentsheere sonst üblich. Für die bayerischen Generäle blieb allerdings der traditionelle Generalshut Vorschrift: eine Rücksichtnahme auf die Vorbehalte des Prinzregenten gegenüber der von ihm beargwöhnten Preußifizierung des bayerischen Militärs.
Die Helmversionen der Bundesstaaten unterschieden sich anhand des messingen Stirnemblems, das entweder das Landeswappen oder das Landestier darstellte. Außerdem war, auf der rechten Helmseite, eine Kokarde in den Landesfarben angebracht. Sie wich 1897 der neu eingeführten, schwarz-weiß-roten Reichskokarde und rückte auf die linke Helmseite. Die Kokarden saßen unter den Ansatzrosetten der Schuppenkette (Offiziere) bzw. unter dem Knopf 91 des ledernen Kinnriemens (Mannschaften).
Den Einsatzbedingungen eines modernen Krieges war das 1895 eingeführte, vorletzte Pickelhaubenmodell zu Beginn des Ersten Weltkriegs nicht mehr gewachsen. Die Messingbeschläge reflektierten das Licht und erschwerten die Tarnung des Soldaten im Feld. Als Konzession an die moderne Kriegführung trug man deshalb schon seit 1892 im Kampf- und Manövereinsatz einen beigefarbenen Helmüberzug mit roter, aufgenähter oder aufgemalter Regimentsnummer. Die meisten Kopfverletzungen im Krieg infolge des gewaltig gesteigerten Artillerieeinsatzes wurden durch Granatsplitter verursacht, gegen die der alte Helm unzureichenden Schutz bot. Weiter ragte die Helmspitze oft verräterisch aus dem Schützengraben heraus. Als Übergangslösung ordnete die Oberste Heeresleitung daher 1915 an, die Spitze im Fronteinsatz nicht mehr zu tragen. Beim letzten, 1915, noch während des Krieges hergestellten Pickelhaubenmodell ließ sich die Spitze per Bajonettverschluss auf sehr einfache Weise entfernen; auch der Helmüberzug wurde entsprechend abgeändert. Die Farbe wurde generell feldgrau, die auffällige rote Regimentsnummer entfiel. Um Leder einzusparen, wurde die letzte Generation der Pickelhaube zum Teil auch aus Ersatzmaterialien wie Filz oder Pappe hergestellt. 
Als verbesserter Kopfschutz wurde dann im Laufe des Jahres 1916 im deutschen Heer der Stahlhelm aus heißgepresstem Chromnickelstahl eingeführt. Dieser ersetzte nach 1918 die Pickelhaube und wurde bei der Reichswehr zur Standardkopfbedeckung. 

### Polizei, Zoll und Feuerwehr der deutschen Länder
Die Pickelhaube fand vor 1918 auch in zivilen Behörden Verbreitung. Bei Polizei, Schutzmannschaften und Zoll mündete, bei den meisten Reichsländern seit dem letzten Drittel des 19. Jahrhunderts, die Spitze in einer kleinen Kugel; die militärisch organisierten Landesgendarmerien behielten die landestypischen Armeeversionen. Nur allmählich erfolgte während 1920er Jahre der Wechsel hin zum Jäger-/Schützen-Tschako bzw. zur Schirmmütze. Die preußische Gemeindepolizei führte den Helm mit Spitze bis 1923. Bei der badischen Polizei und Gendarmerie blieb, mit entnobilitierter Helmzier, die Pickelhaube mindestens bis 1926 Vorschrift für Beamte zu Fuß; Berittene trugen den erwähnten flachen Ledertschako Modell 1895, mit verkleinertem Deckel und am Hinterkopf gewölbter, ergonomisch geformter Hülse. Die bayerische Polizei der Gemeinden legte die Pickelhaube teilweise erst 1936 ab. 
Bei den Feuerwehren erhielt der lederne Einsatzhelm, statt der Spitze, meist einen messignen Helmkamm, den sogenannten Ziegelbrecher oder Ziegelspalter; Pickelhauben wurden, wenn überhaupt, nur zur Ausgehuniform und dann meist von Feuerwehroffizieren getragen.

## Internationale Verbreitung

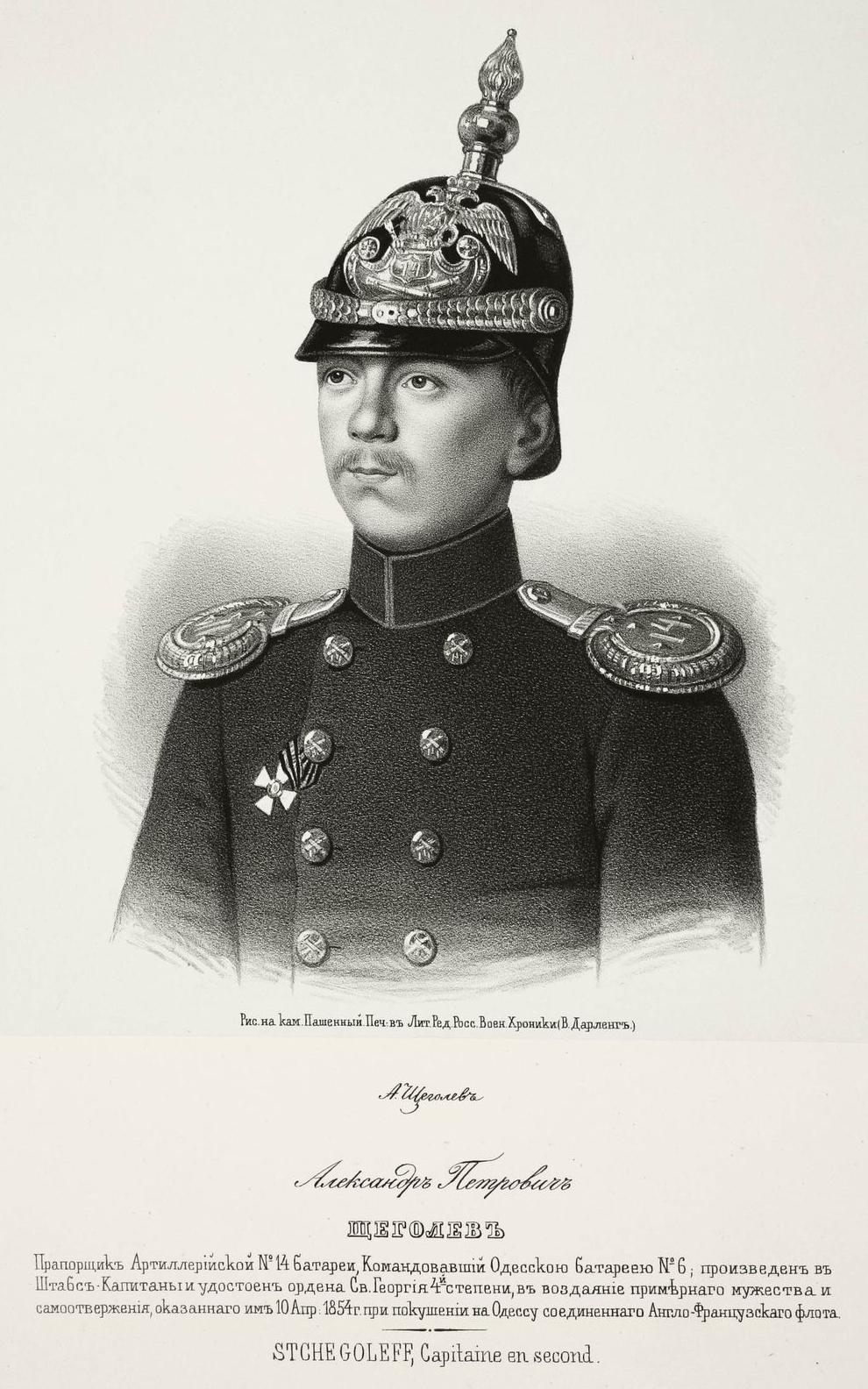
Stabskapitän der russischen Fußartillerie, um 1858

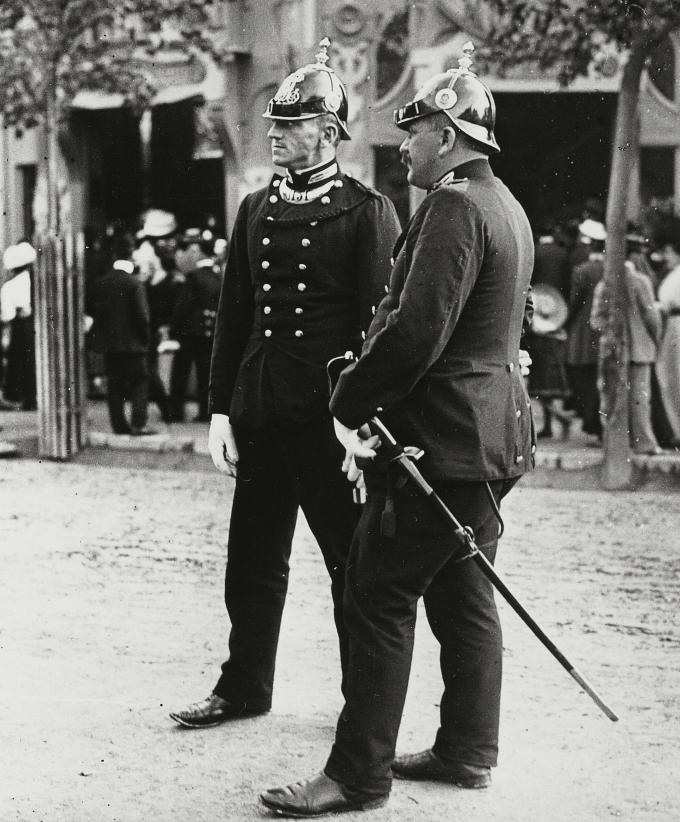
Wiener Sicherheitswache, mit Spitzhelm, um 1900

In Russland wurde der Helm mit Spitze seit 1846 in zahlreichen Truppenteilen eingeführt; die Spitze bestand aus einer stilisierten, auf einem Sockel ruhenden Granate, mit nach oben entweichender Flamme. Der Überlieferung nach ging er auf eine Idee Zar Alexanders II. zurück, der sich von alt-slawischen Helmen oder vom persischen Kulah Khud habe inspirieren lassen. 1855 ersetzte den Helm bei den Fußtruppen zunächst ein niedriger Tschako und ab 1862 ein Képi französischer Art (das 1882 zur Parade einer niedrigen Lammfellmütze wich und ansonsten einer Tellermütze). In der Garde-Infanterie hielt sich der Helm bis zur Einführung des Képis, um zwischen 1872 und 1881 wiederzukehren. Seitdem führten die Pickelhaube bis 1914/18 nur noch die Palastgrenadiere, das Pagenkorps (zu besonderen Anlässen) und die Garde-Kürassiere (diese durchgehend seit 1846, ab 1910 zur Parade den Doppeladler als Helmaufsatz). Außerhalb der Garde diente der Helm mit Spitze nur noch der Gendarmerie bis zum Ersten Weltkrieg als Kopfbedeckung.
Auch in anderen Ländern Europas und Amerikas fand die Pickelhaube ab Mitte des 19. Jahrhunderts Verbreitung, teils aber in sehr unterschiedlichen Variationen. In Österreich-Ungarn führten ihn die K.k. Gendarmerie, das Sicherheitwachekorps sowie, stets mit Haarbusch, vier der fünf Hofgarde-Einheiten (die K. u. Leibgarde ausgenommen). In den USA war der sog. Parade- bzw. Galahelm (Dress Helmet) von 1872 bis 1904 Teil der Paradeuniform bei Armee und Marineinfanterie.
Außerhalb Deutschlands hat sich der Helm mit Spitze mitunter noch als Teil der Paradeuniform gehalten. Exemplarisch steht dafür die Entwicklung im Vereinigten Königreich: Dort führten ihn 1842 als erste die Life Guards in der Household Cavalry ein; der Albert-Helm (Albert Helmet) aus Weißmetall wurde und wird stets mit Rosshaarbusch geführt. Mit Ausnahme der Rifles (die beim Busby, einer Art Kolpak, blieben), übernahm 1878 die Infanterie den Universalhelm (Universal pattern) als sog. Heimatdienst-Helm (Home Service Helmet), einen mit schwarzem Filz überzogenen Korkhelm. Dieser war aus dem weißen sog. Auslandsdienst-Helm (Foreign Service Helmet, einem Tropenhelm) hervorgegangen. Beide Helmversionen ersetzten den Tschako und gehören noch heute zur Padeuniform einiger Regimenter (beispielsweise des Duke of Wellington’s Regiments oder des Royal Gibraltar Regiments). Die Royal Artillery führte den Helm mit Kugelspitze (Ball-Topped Helmet). Der Helm der britischen Bobbys ist eine Abwandlung der ursprünglichen, höheren Version der Pickelhaube. Ein englisches Polizeimodell hat auch eine Spitze mit einer Kugel. Bei der Paradeuniform der britischen Gardekavallerie ist die Spitze durch den Rosshaarbusch ersetzt.
Ebenso werden aktuell (2021) Helme mit Spitze noch in diversen Streitkräften von Paradeeinheiten zu besonderen Anlässen getragen, wie in Botswana, Chile, den Niederlanden (Garderegiment Fuseliers Prinses Irene), Portugal (Guarda Nacional Republicana) und Schweden (Svea Livgarde).

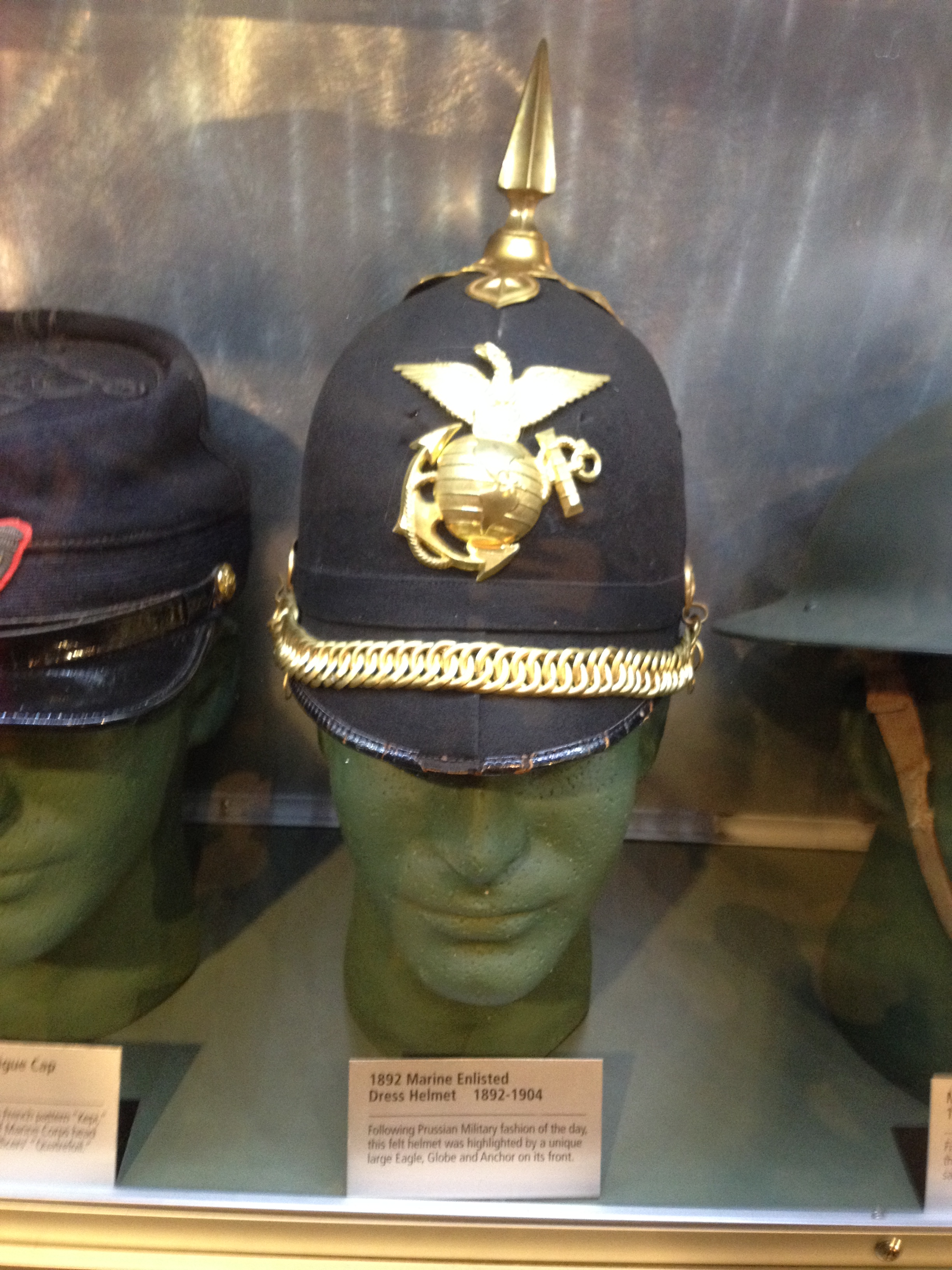
Dress Helmet des United States Marine Corps, Ausführung M1892, der bis 1904 getragen wurde.
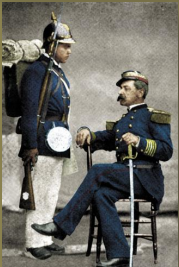
Im Zuge der Prussifizierung gelangte die Pickelhaube in die Streitkräfte Chiles (Foto 1879), wo sie zu Paraden noch getragen wird.
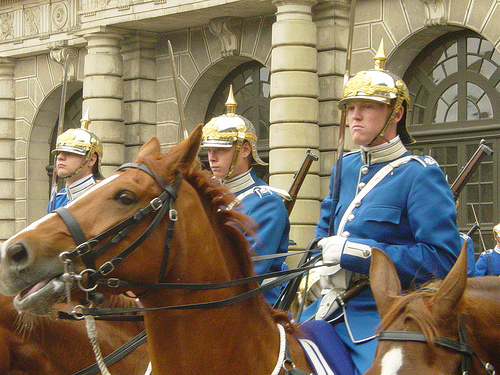
Die schwedische Svea Livgarde trägt einen Kürassierhelm in der klassisch-preußischen Form.
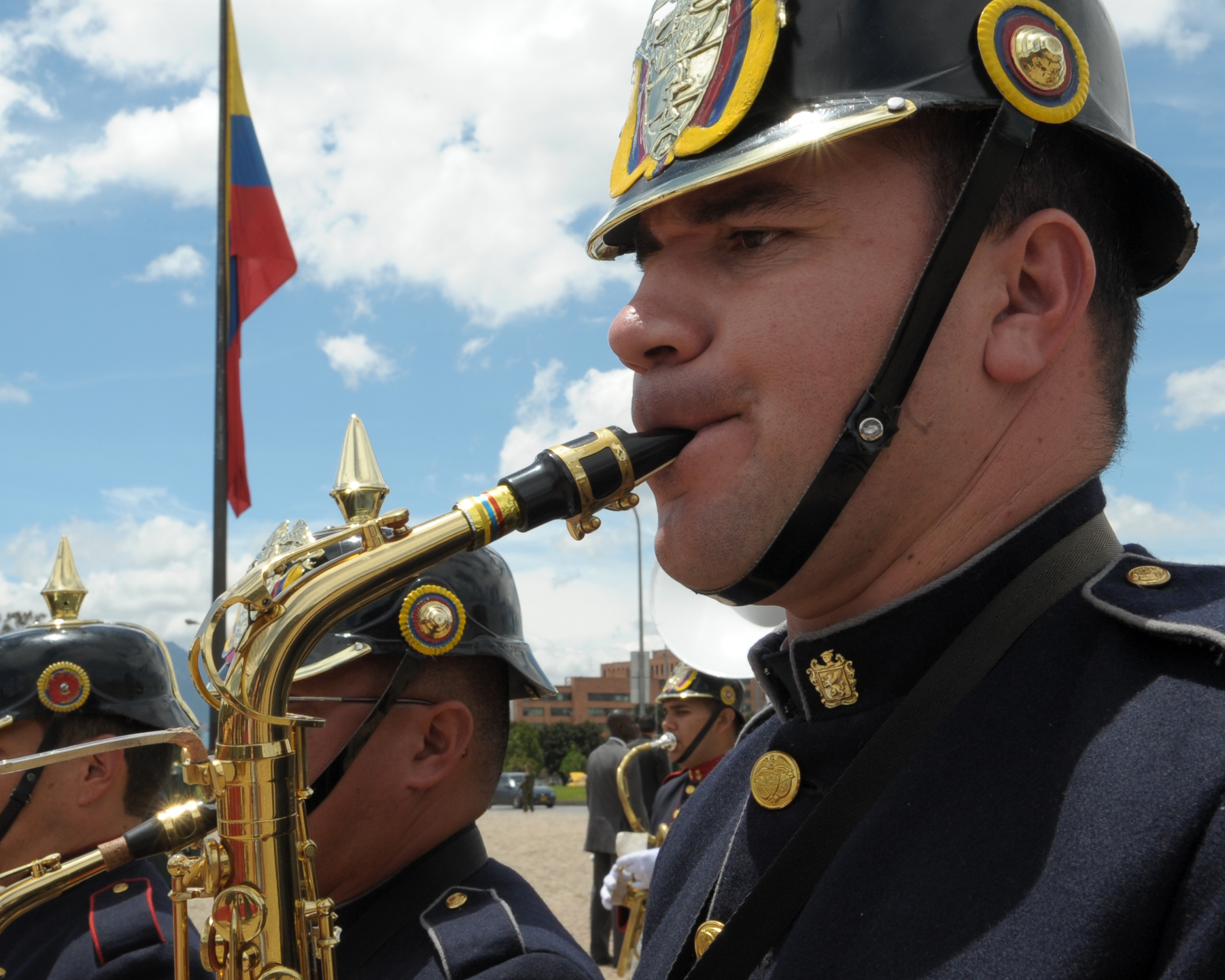
Kolumbianische Militärkapelle, 2009
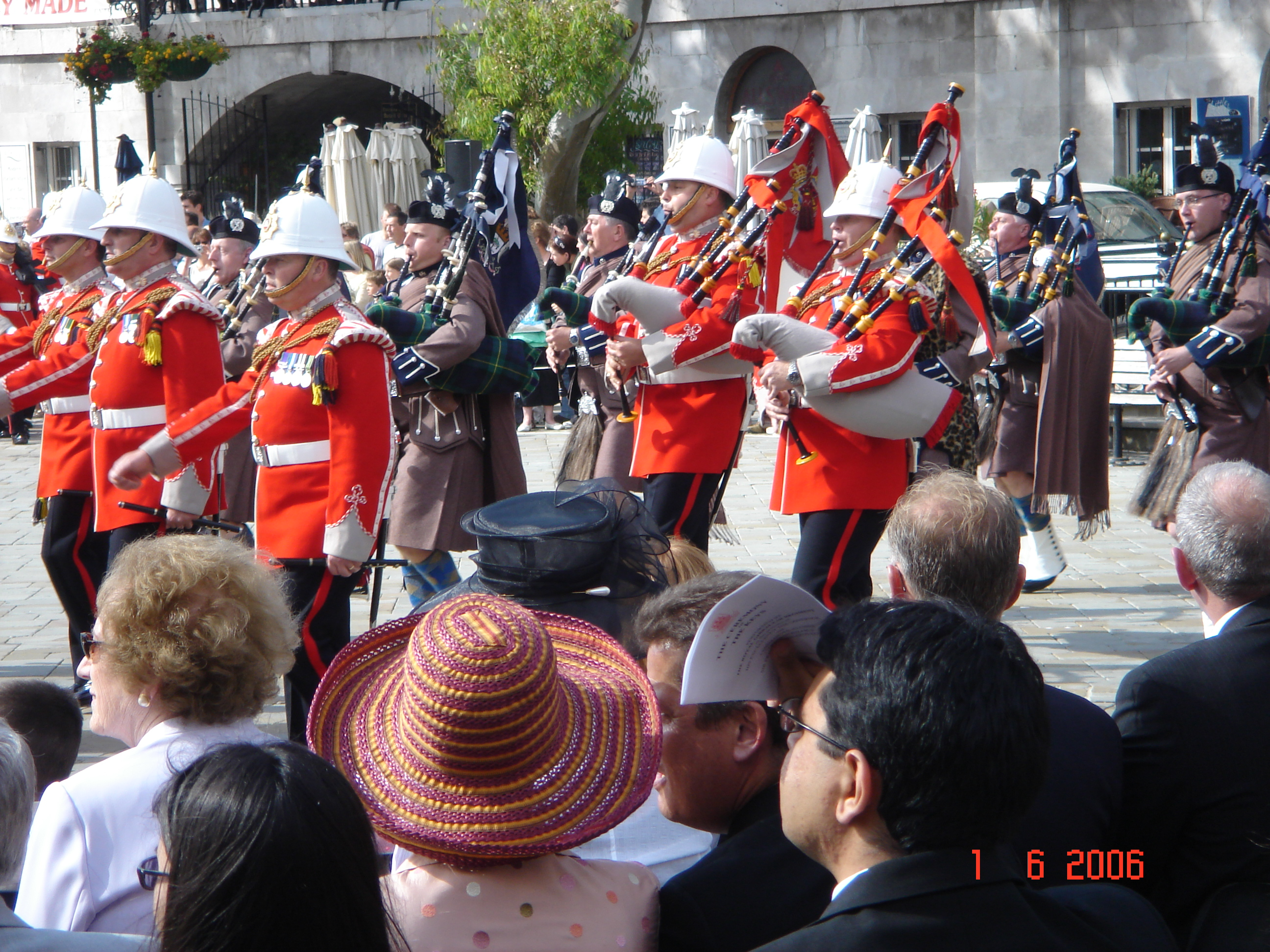
Musiker des Gibraltar-Regiments, mit Foreign Service Helmet

## Symbol für Militarismus und Deutschland

Destroy This Mad Brute – Enlist. Der Rekrutierungsaufruf der US-Army aus dem Ersten Weltkrieg zeigt einen mordenden und frauenraubenden Gorilla, der eine Pickelhaube trägt, als Feindbild.

Zwischen 1842 und 1871 geriet die Pickelhaube im deutschsprachigen Raum zum charakteristischen Symbol des preußischen Militarismus, der im Innern an der Zerschlagung der Demokratiebewegungen beteiligt war. Nach Gründung des Deutschen Reichs durch Preußen 1871 wurde dieser preußische Militarismus auch im Ausland zunehmend als eine Bedrohung wahrgenommen. Dies kam in zahlreichen aus- aber auch inländischen Karikaturen zum Ausdruck. In der Darstellung aggressiver Pickelhauben tragender Affen oder Männer wurde sie im Ausland für antideutsche Propaganda verwendet. Dies war insbesondere bis zum Ende des Ersten Weltkriegs bzw. bis zum Ende des Deutschen Kaiserreiches der Fall. 
In den 1920er Jahren geriet die Pickelhaube zum Erkennungszeichen republikfeindlicher, reaktionärer Kreise. Monarchistisch eingestellte, ehemalige Weltkriegsoffiziere und Mitglieder von Kriegervereinen trugen sie etwa bei Veteranentreffen, Beerdigungen und ähnlichen halb-öffentlichen Gelegenheiten, gemeinsam mit ihren alten Uniformen. Auch Reichspräsident Hindenburg trug, sofern er nicht Zivilkleidung anlegte, zu seiner Generalfeldmarschallsuniform stets die dazugehörige Pickelhaube, z. B. am „Tag von Potsdam“.
Teilweise steht im Ausland die Pickelhaube noch heute für Deutschland und die Deutschen, inzwischen auch im humoristischen Sinne. So wurden bspw. während der Fußball-Weltmeisterschaft 2006 in Deutschland bunte Plastikversionen als Fanartikel verkauft. Andererseits persiflieren Pickelhauben tragende gegnerische Fans „die Deutschen“ mitunter auf diese Weise.

Die Gebärde für deutsch in manchen Gebärdensprachen symbolisiert eine Pickelhaube und bedeutete im deutschsprachigen Bereich früher „Schutzmann“.

In der Gebärdensprache der Gehörlosen symbolisiert der ausgestreckte, nach oben zeigende und über die Stirn gehaltene Zeigefinger die Pickelhaube und bedeutet deutsch und Deutschland.
Der Dichter Heinrich Heine erwähnte die Pickelhaube ironisch in seinem Epos Deutschland. Ein Wintermärchen:
Nicht übel gefiel mir das neue Kostüm

Der Reuter, das muß ich loben,

Besonders die Pickelhaube, den Helm

Mit der stählernen Spitze nach oben.

[…]

Ja, ja, der Helm gefällt mir, er zeugt

Vom allerhöchsten Witze!

Ein königlicher Einfall war’s!

Es fehlt nicht die Pointe, die Spitze!

Nur fürcht ich, wenn ein Gewitter entsteht,

Zieht leicht so eine Spitze

Herab auf euer romantisches Haupt

Des Himmels modernste Blitze!

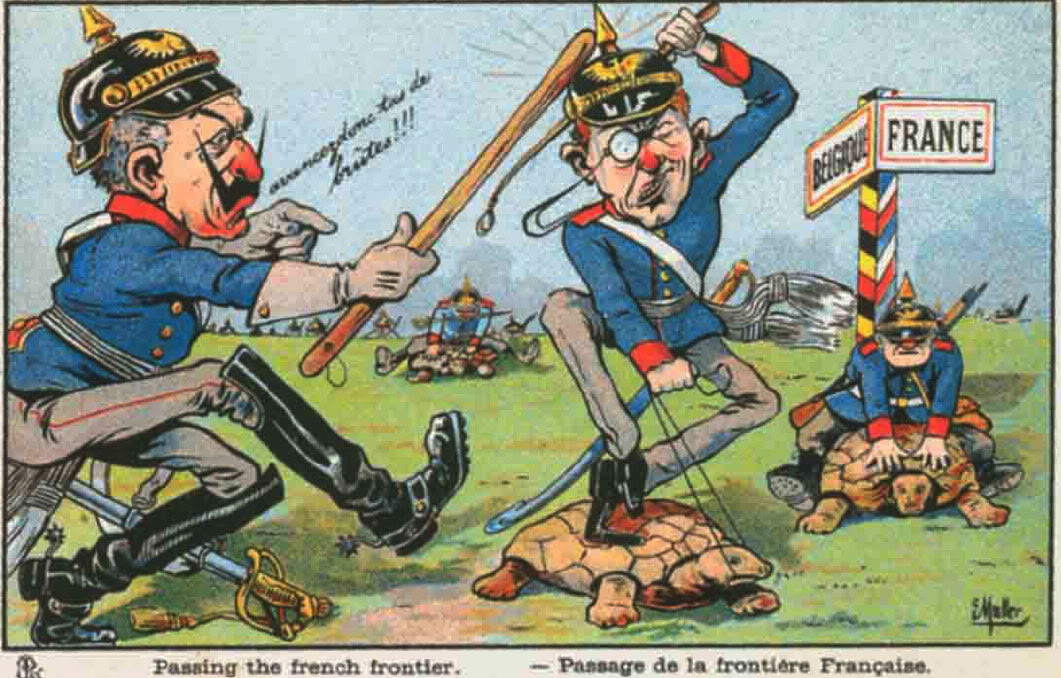
Französische Karikatur von 1914 zeigt Kaiser Wilhelm II. und General Falkenhayn mit Pickelhaube.
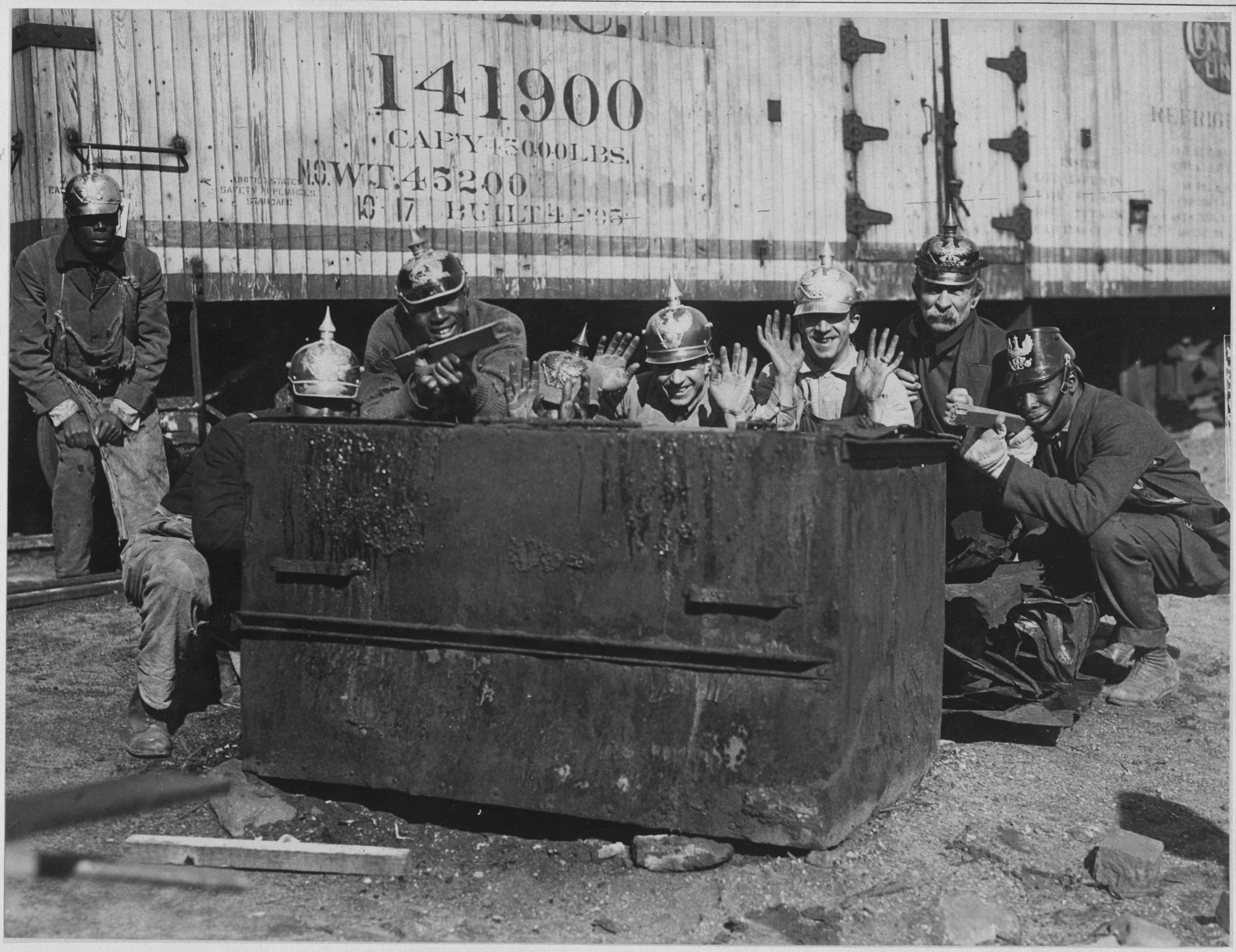
Amerikanische Arbeiter in Hoboken (New Jersey) posieren mit erbeuteten deutschen Pickelhauben.
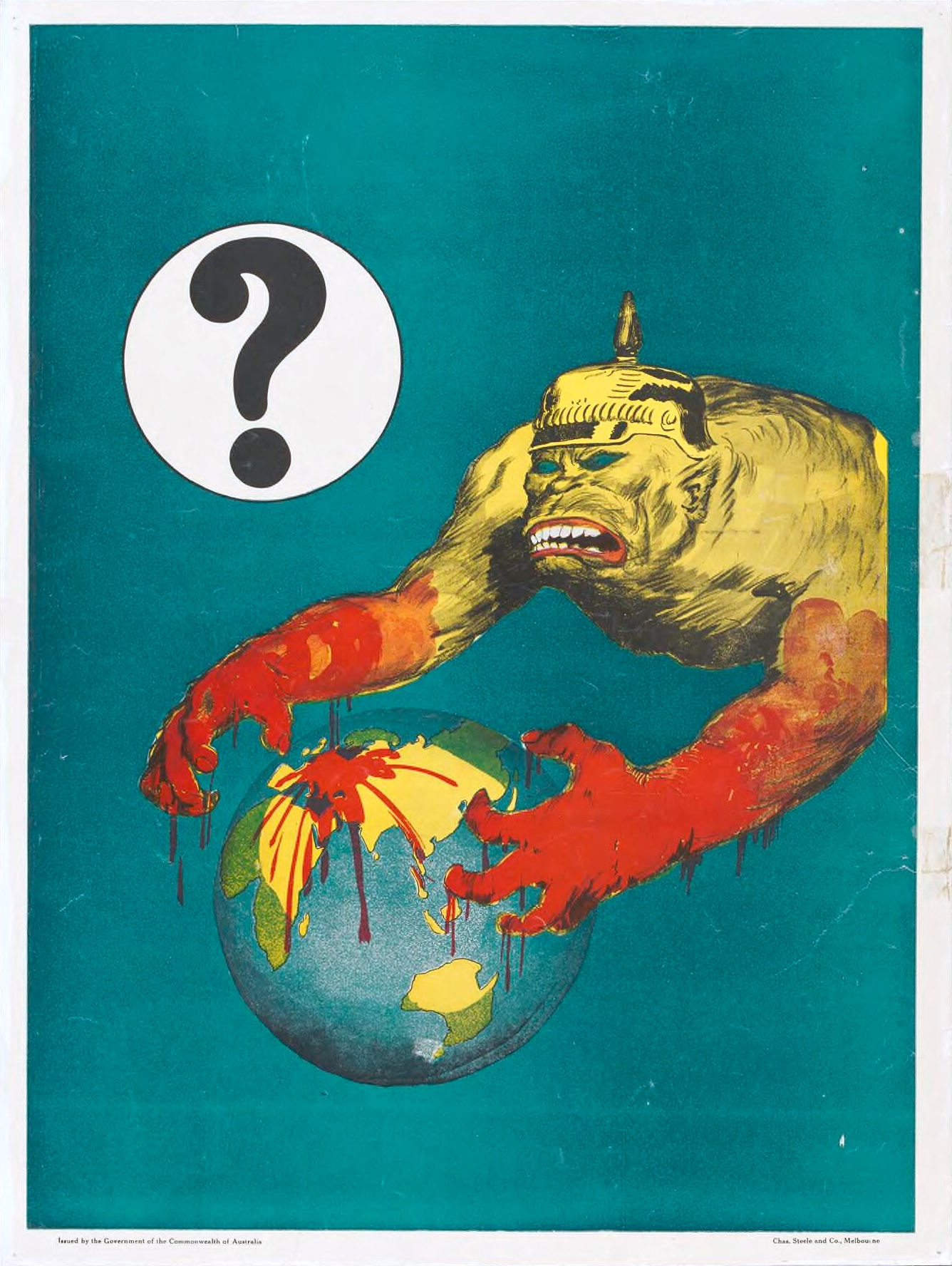
Australisches Propagandaplakat aus dem Ersten Weltkrieg
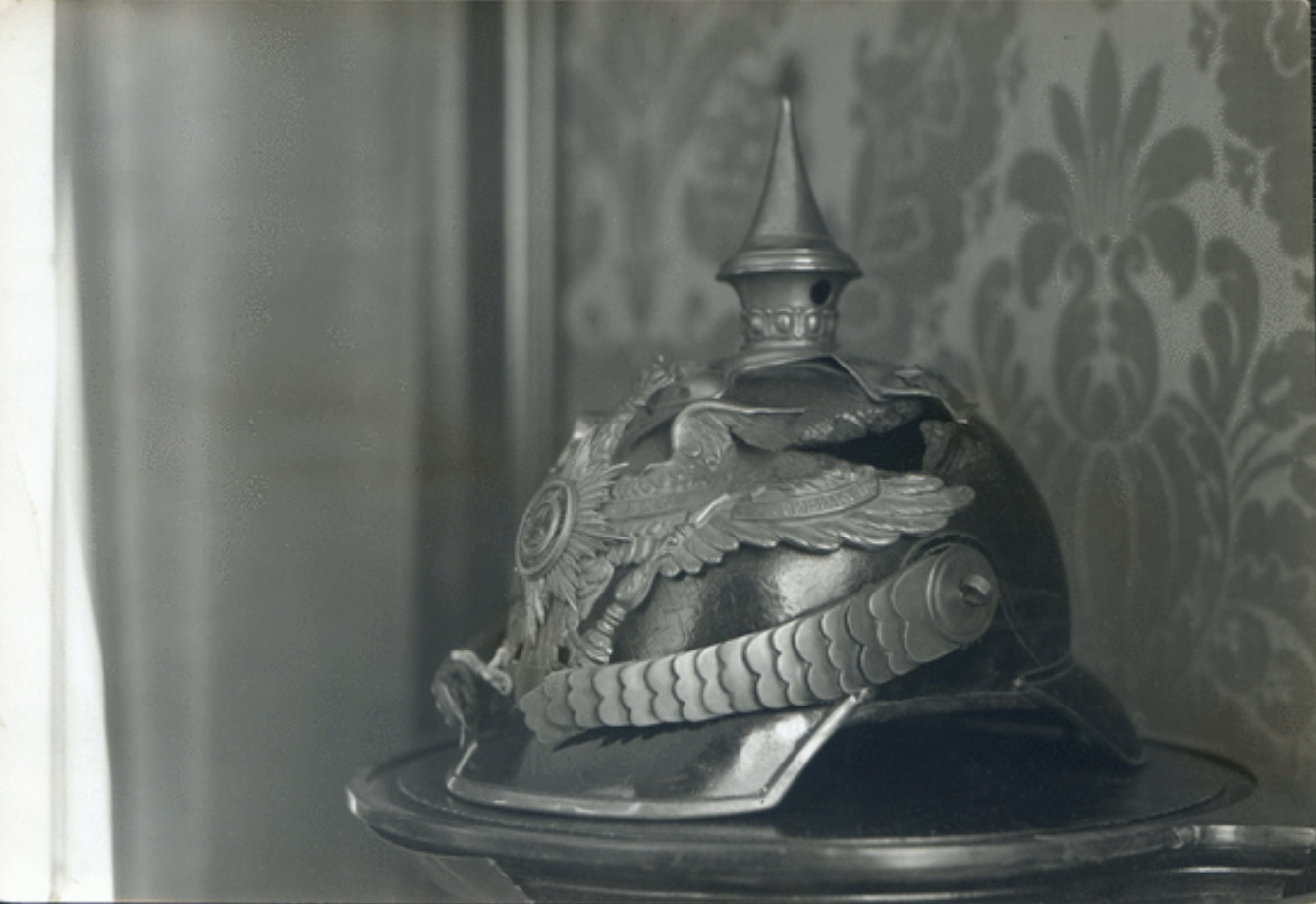
Pickelhaube von Paul von Hindenburg im Museum in Schloss Neudeck in den 1920er Jahren (getragen und beschädigt in der Schlacht von Königgrätz)

## Galerie

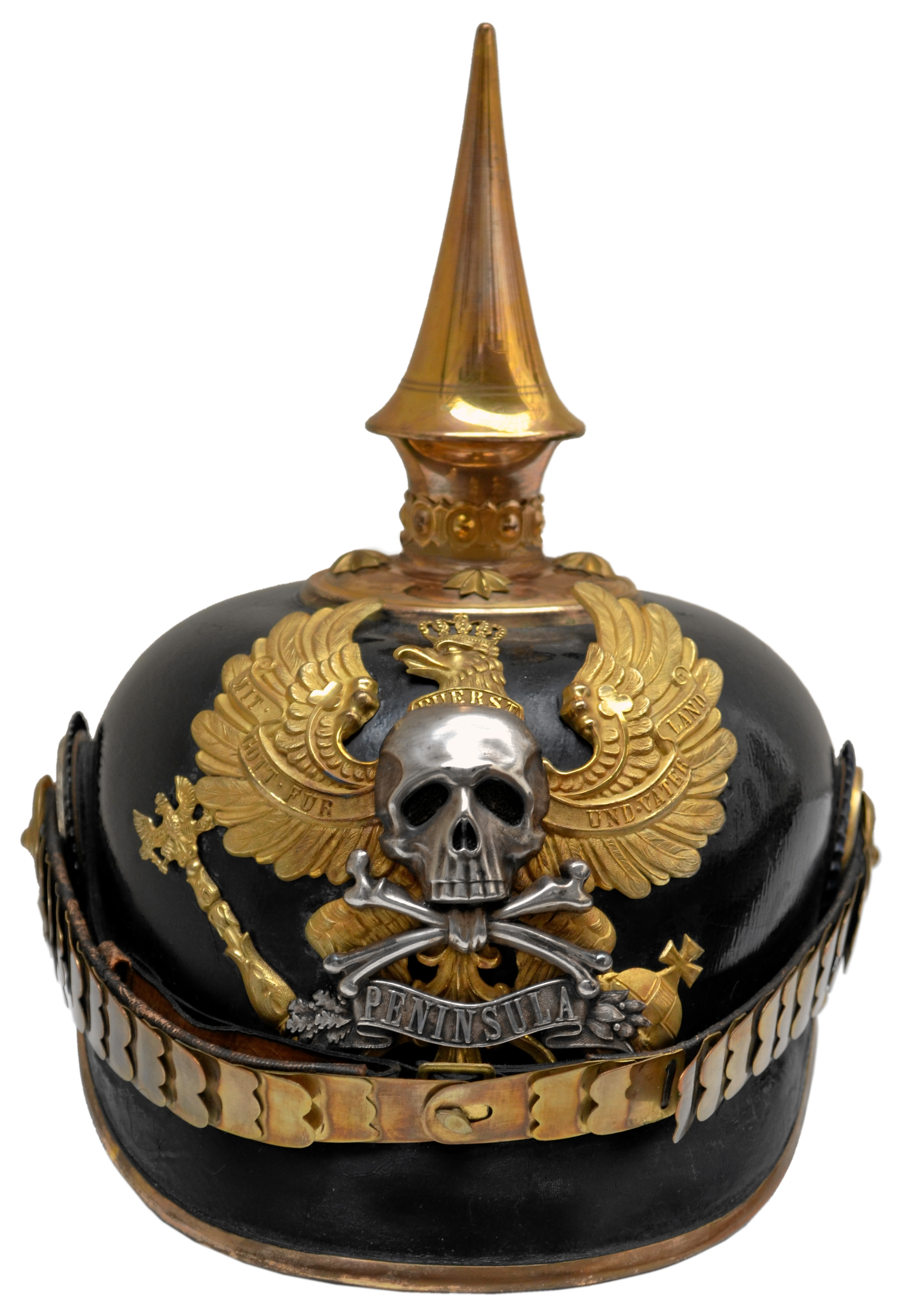
Paradehelm Johann Albrechts von Mecklenburg, um 1910
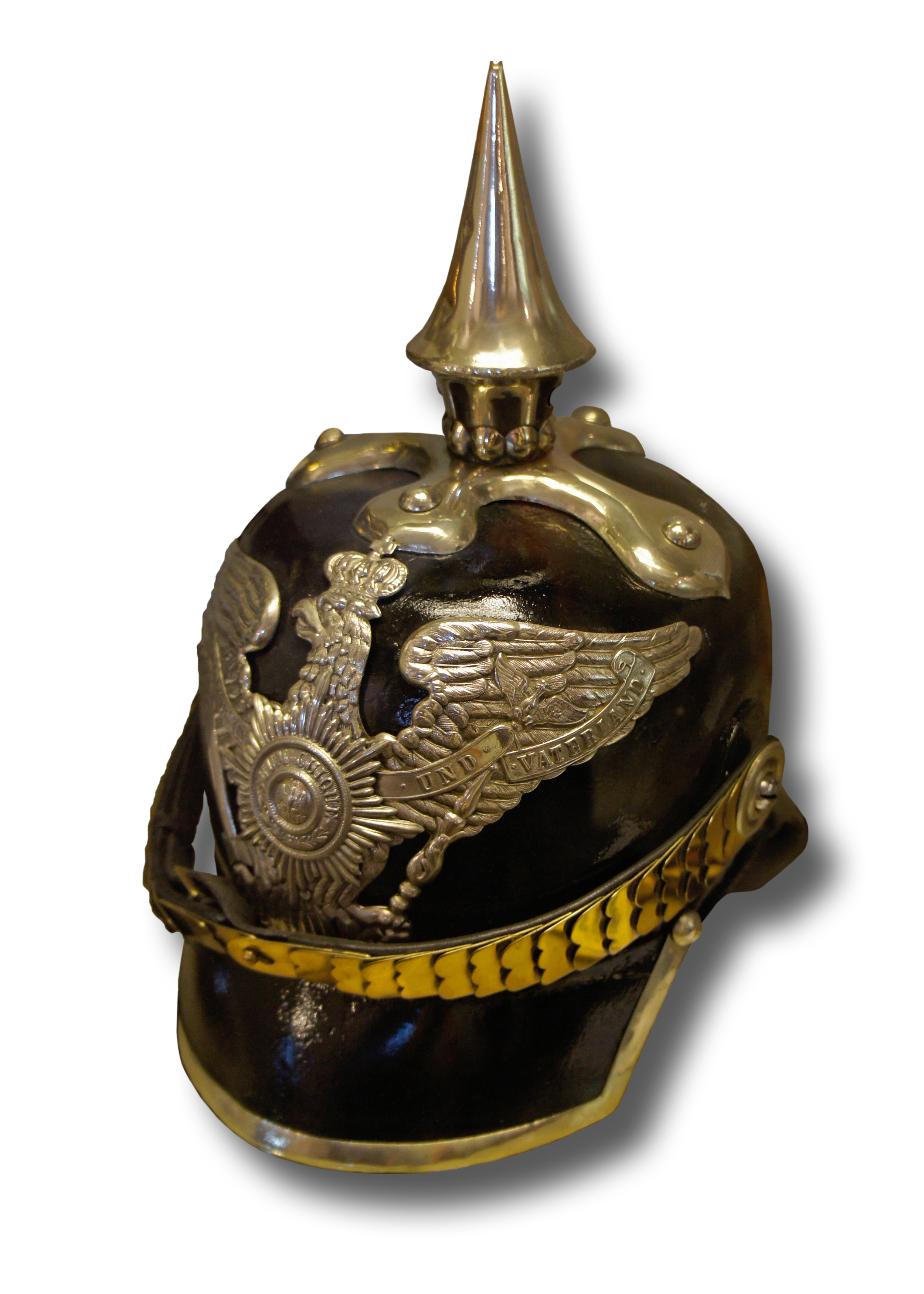
Helm eines preußischen Offiziers mit der Bandeau-Devise „Für König und Vaterland“, um 1860
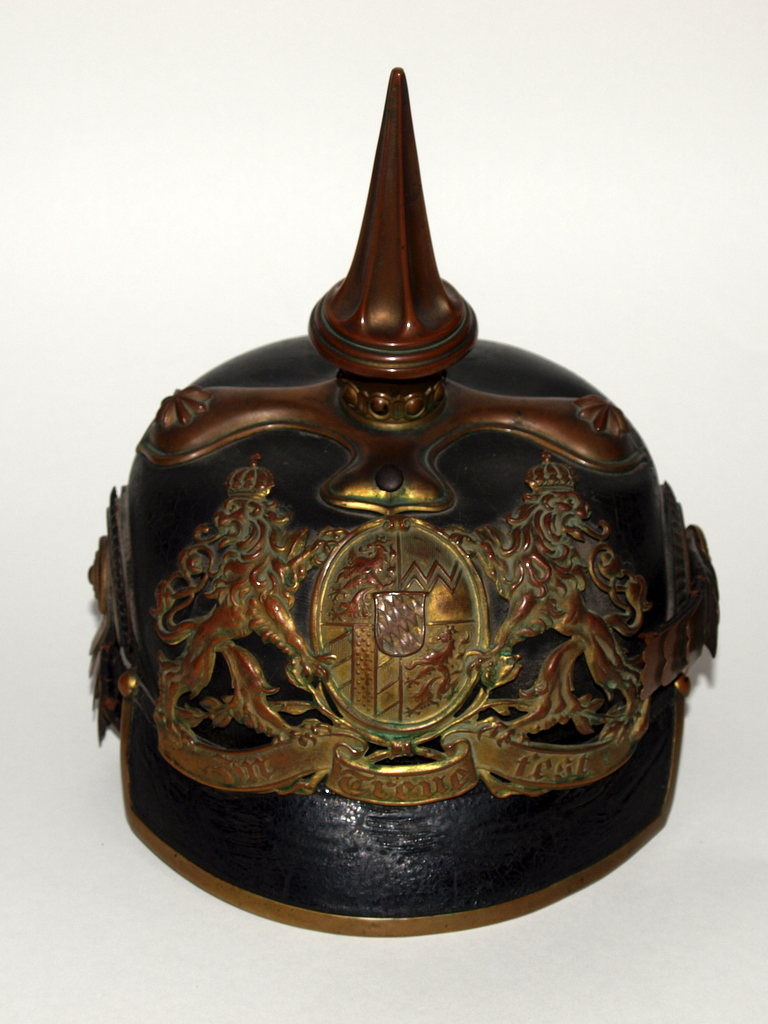
Bayerische Pickelhaube, mit dem Bandeau „In Treue fest“, um/nach 1886
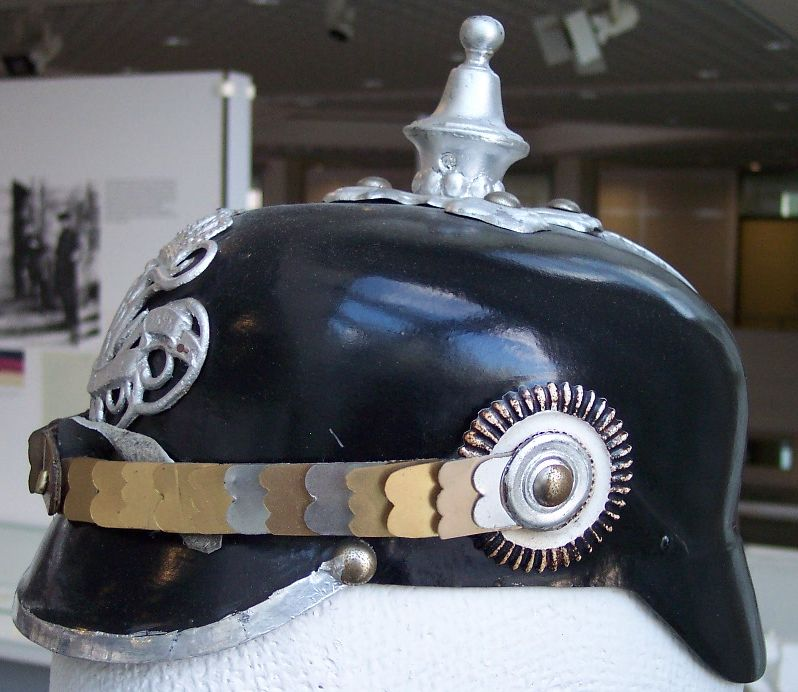
Helm der Schutzleute der Kgl. Schutzmannschaft zu Berlin, M 1898 (mit dem, auf dem Foto teilweise erkennbaren, Schriftzug „1848 In Treue fest 1898“)
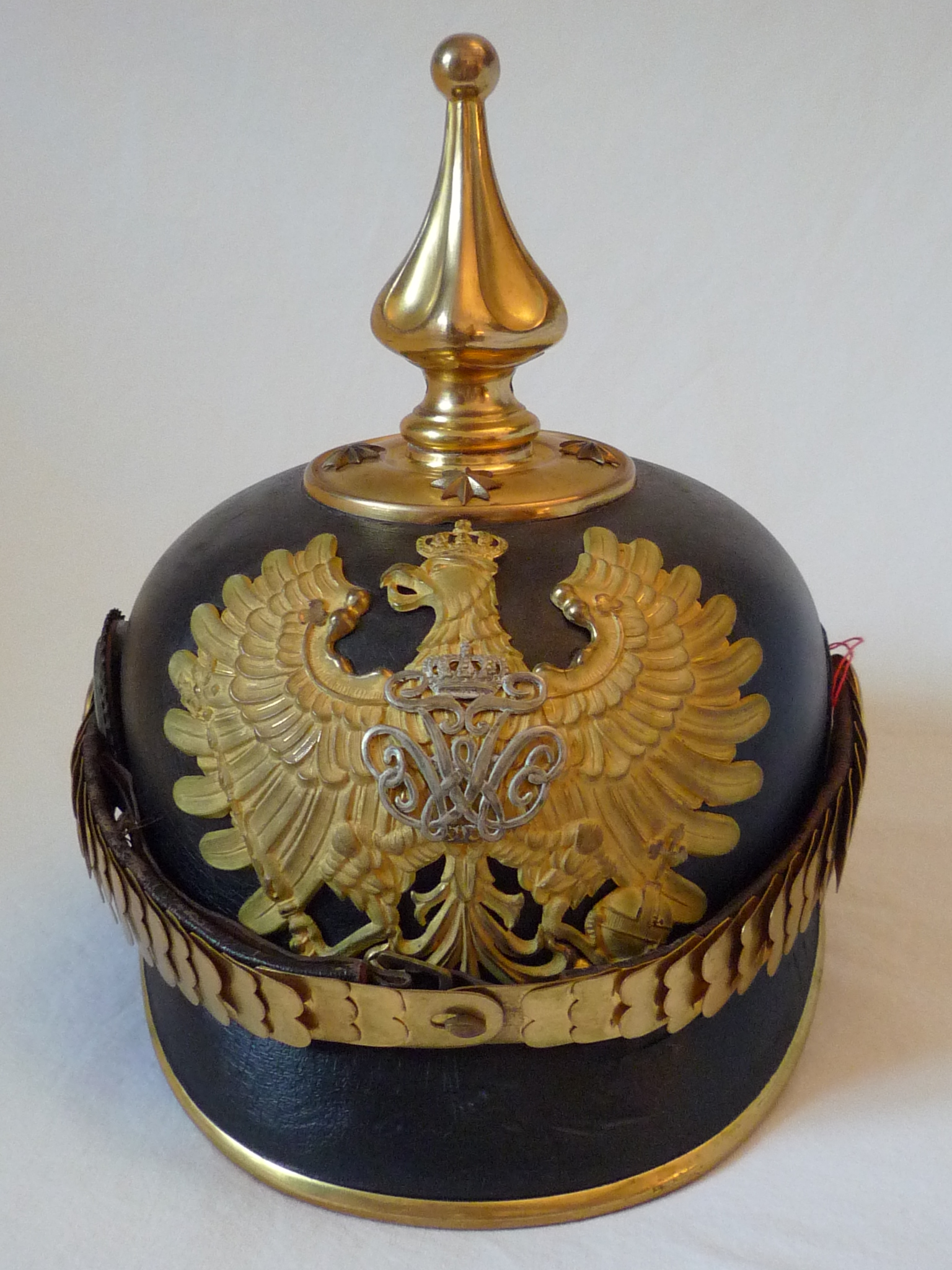
Helm eines preußischen Zollbeamten im Offiziersrang, mit silberner Herrscherauflage
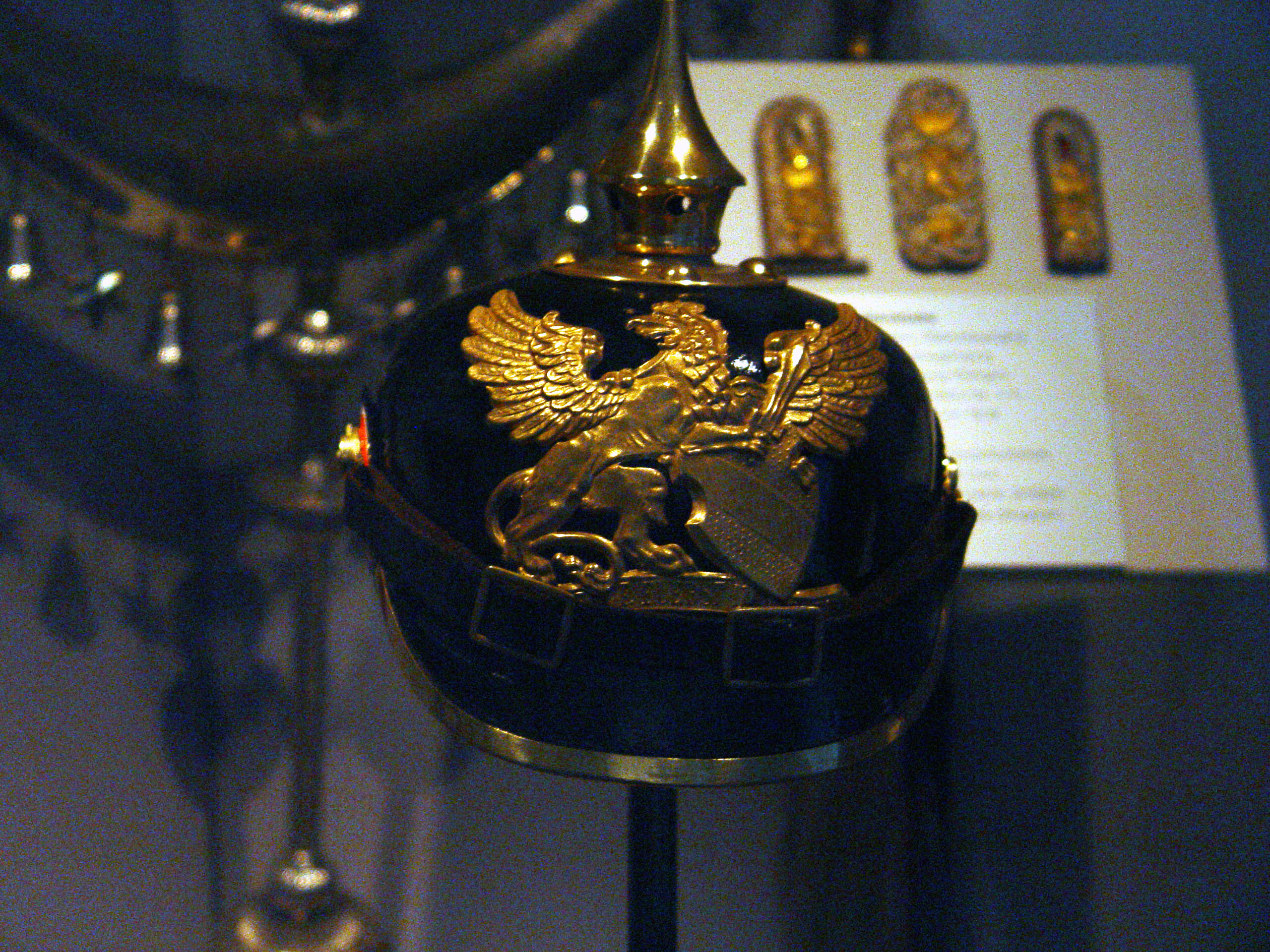
Badischer Armeehelm, als Beschlag der badische Greif mit Schwert und Wappenschild in den Vordertatzen
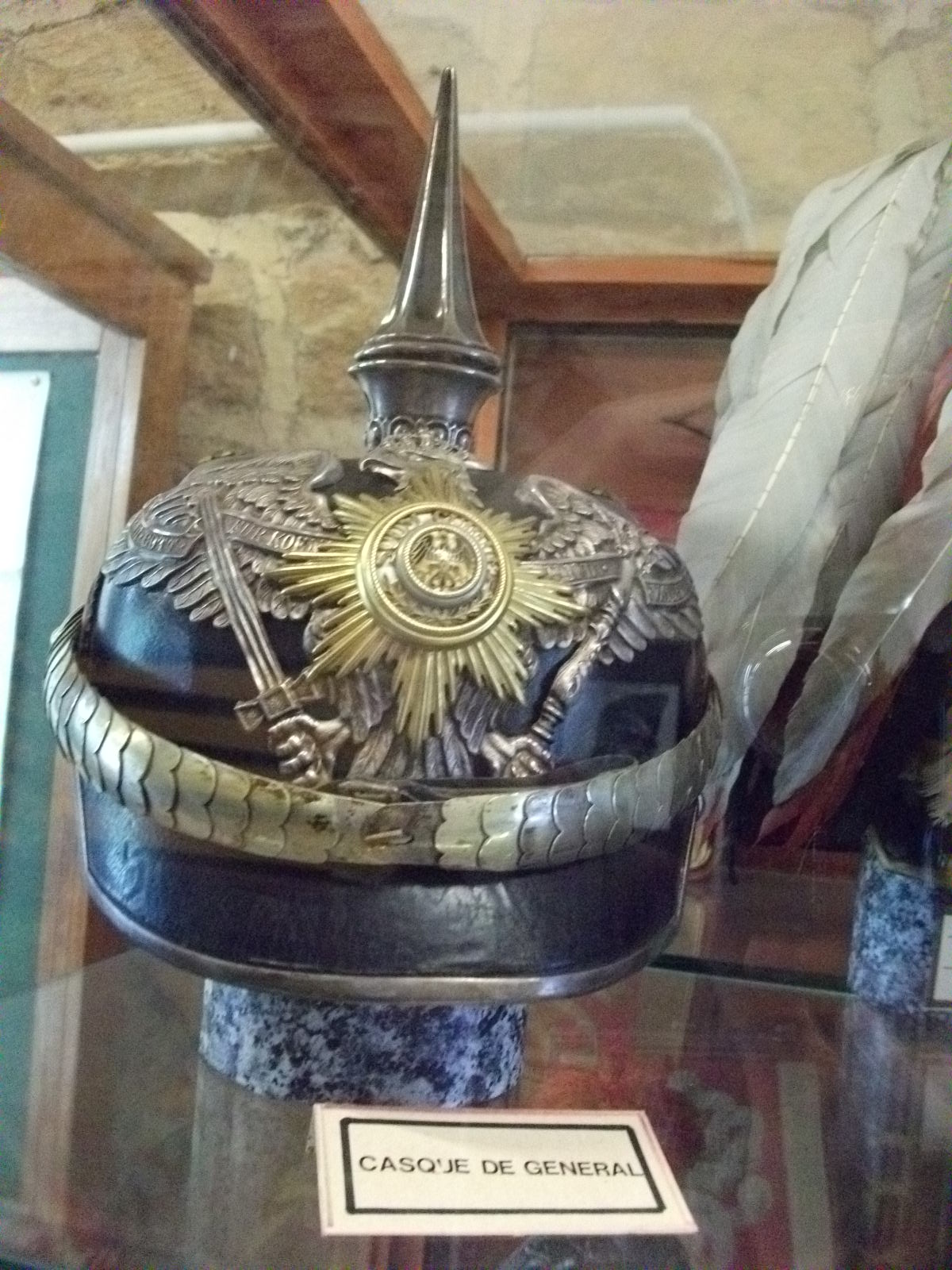
Preußischer Generalshelm im Museum des Fort de la Pompelle
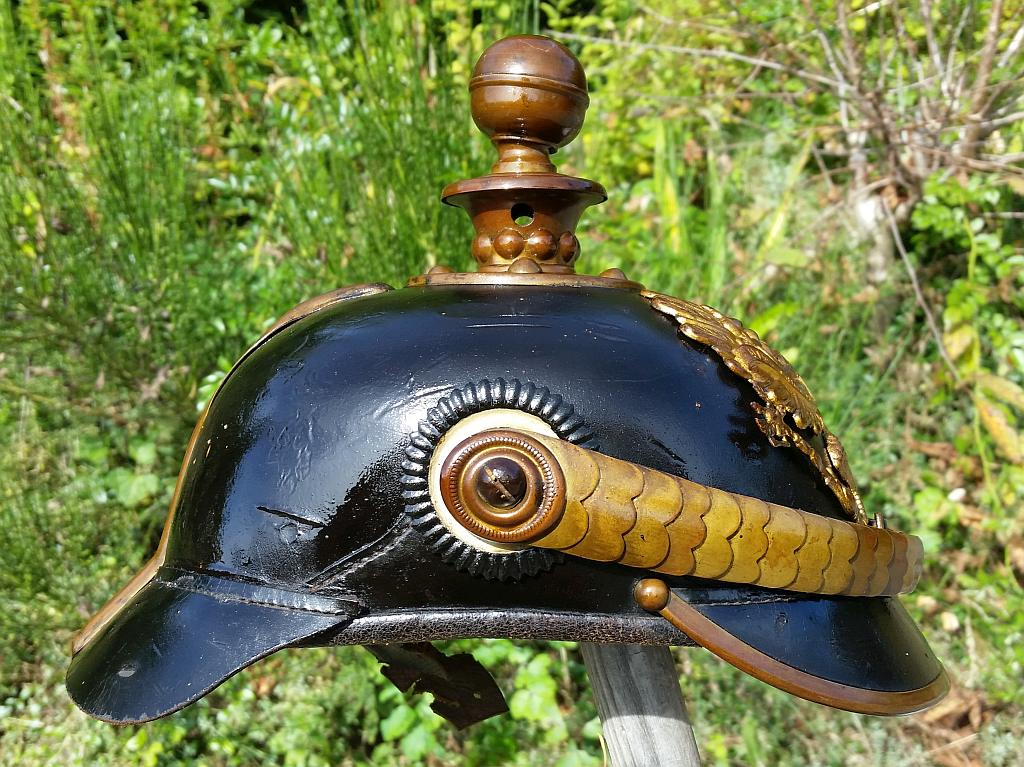
Preußischer Artilleriehelm mit Kugel statt Spitze
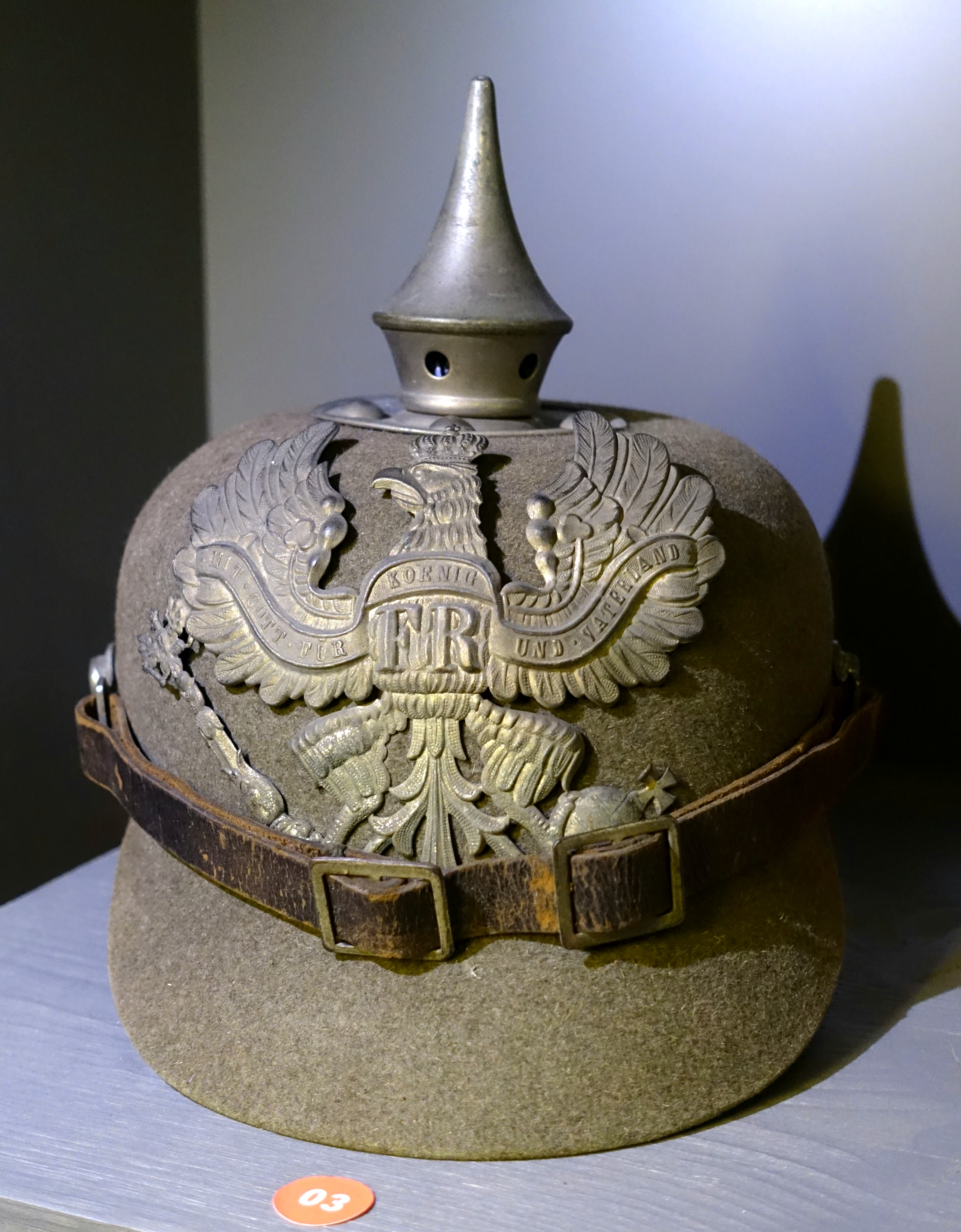
Ersatzpickelhaube aus Filz von vor 1916 – Braunschweigisches Landesmuseum
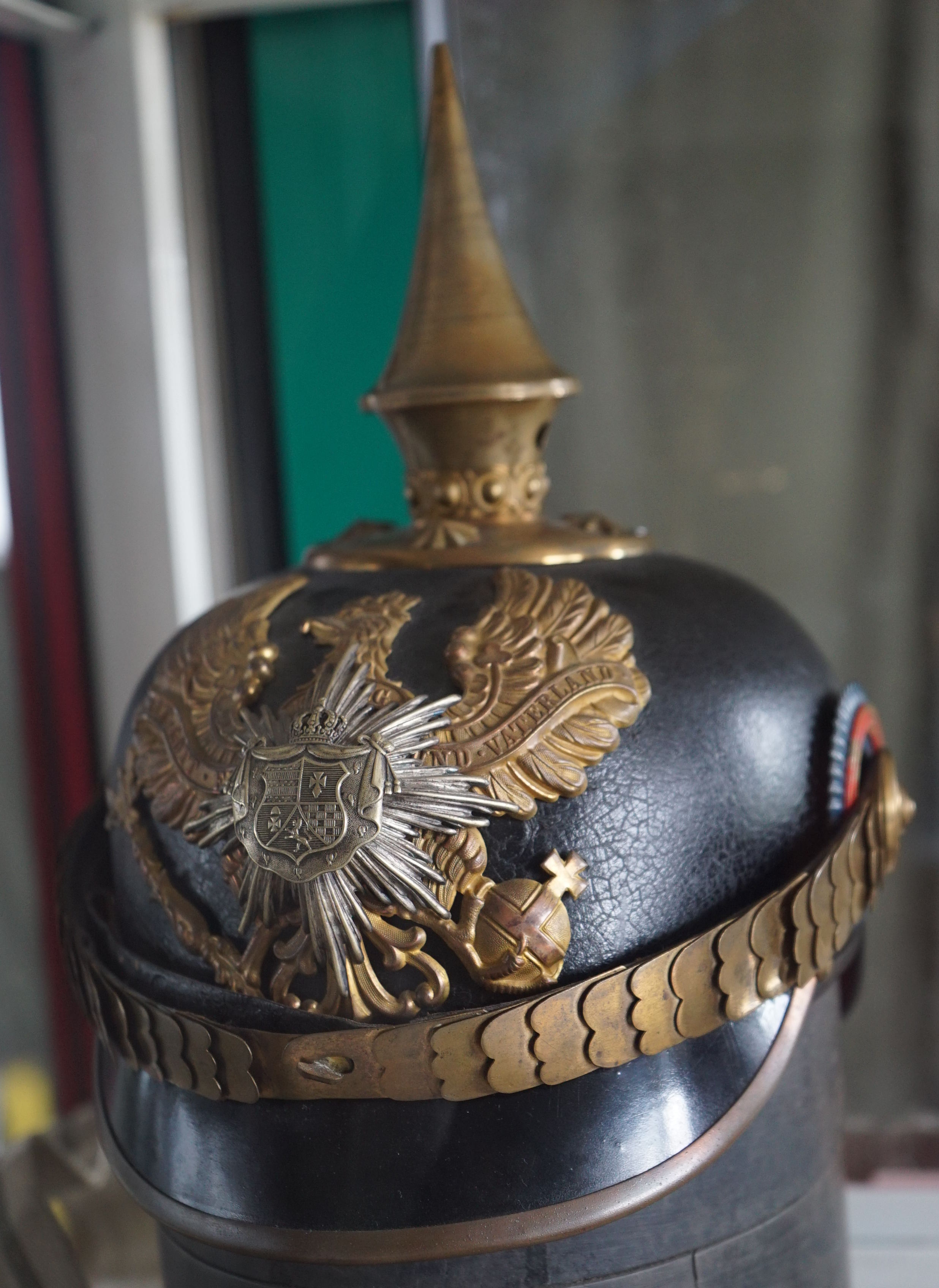
Pickelhaube für Offiziere des Oldenburgischen Infanterie-Regiments Nr. 91
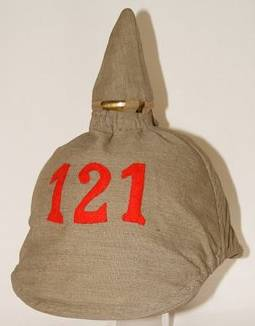
Pickelhaube M1895 mit Überzug M1892
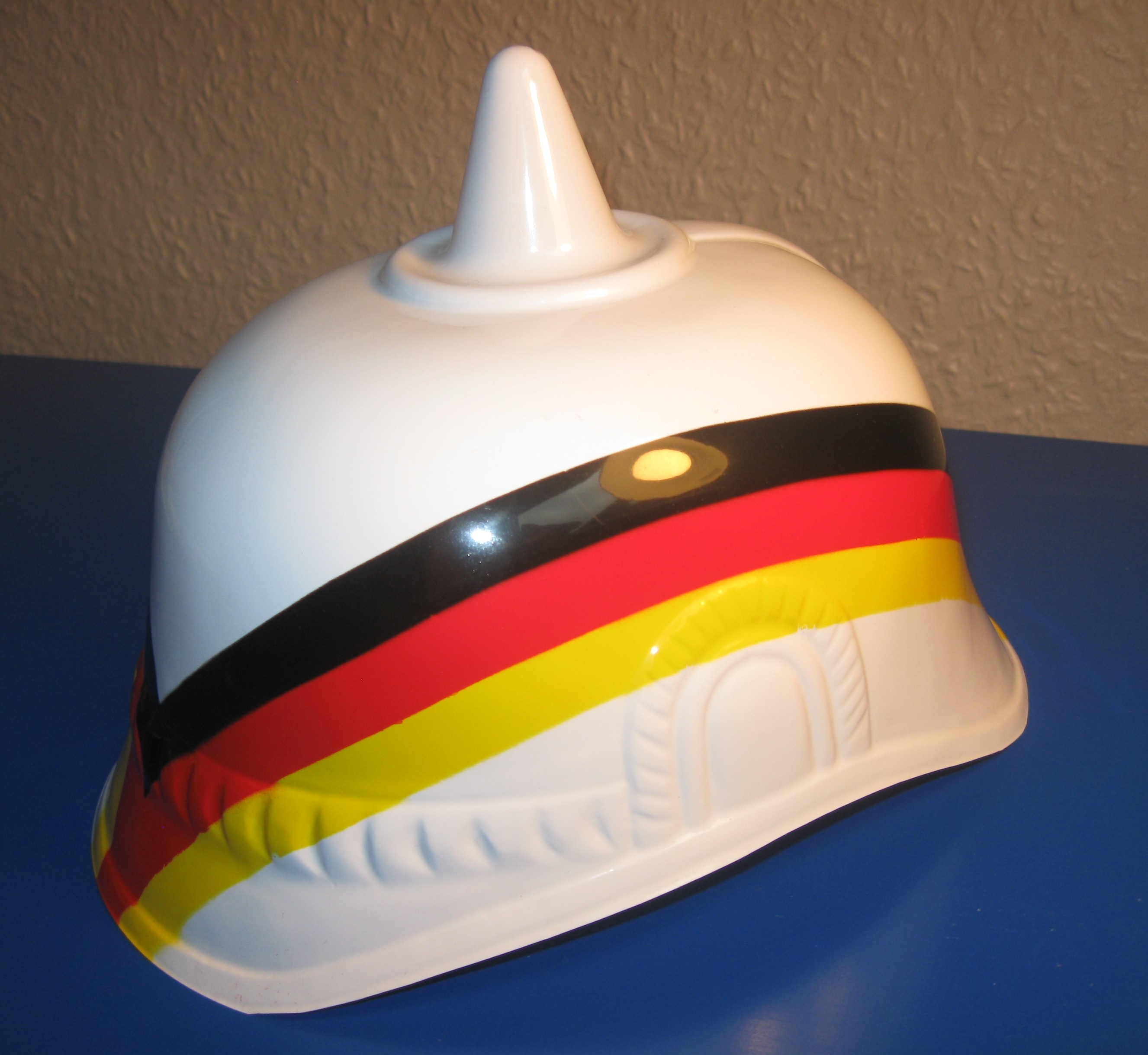
Pickelhaube aus Kunststoff als Fanartikel zur Fußball-Europameisterschaft 2016
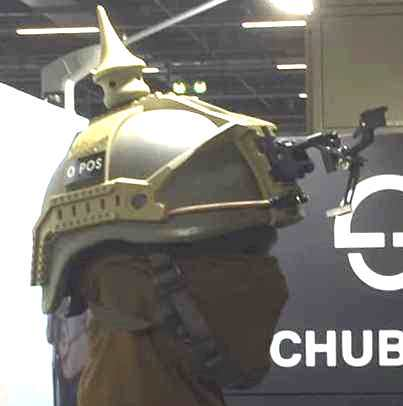
Gefechtshelm der Schuberth GmbH auf der IWA OutdoorClassics 2019